# Trifurcula magna
Trifurcula magna là một loài bướm đêm thuộc họ Nepticulidae. Nó được miêu tả bởi A. và Z. Laštuvka năm 1997. It was described from Devinska Kobyla, Slovakia, but is also known from Pháp và Hungary.